# Kreisgericht Wesel
Das Kreisgericht Wesel war von 1849 bis 1879 ein preußisches Kreisgericht mit Sitz in Wesel. 

## Geschichte
Die „Verordnung über die Aufhebung der Privatgerichtsbarkeit und des eximierten Gerichtsstandes sowie über die anderweitige Organisation der Gerichte“ vom 2. Januar 1849 hob die Patrimonialgerichtsbarkeit auf. Gleichzeitig wurde das Appellationsgericht Hamm geschaffen, dem Kreisgerichte, darunter das Kreisgericht Wesel zugeordnet waren. Sein Sprengel umfasste den Landkreis Rees und Teile des Landkreises Duisburg mit den Städten Dinslaken, Emmerich, Isselburg, Rees und Wesel. Das Kreisgericht Wesel war Schwurgericht für die Sprengel der Kreisgerichte Duisburg und Essen. Gerichtskommissionen wurden in Duisburg, Emmerich und Rees eingerichtet. Gerichtstage wurden in Gahlen und Schermbeck gehalten. Der Sprengel des Kreisgerichts umfasste 67.017 Gerichtseingesessene (1859). Am Gericht waren ein Direktor und neun Kreisrichter tätig.
Mit den Reichsjustizgesetzen wurden die Gerichte im Deutschen Reich vereinheitlicht. Das Kreisgericht Wesel wurde 1879 aufgehoben. Neu eingerichtet wurde nun das Amtsgericht Wesel im Bezirk des Landgerichtes Duisburg.
Die Gerichtskommissionen Duisburg, Emmerich und Rees wurden 1879 ebenfalls aufgehoben und die Amtsgerichte Duisburg, Emmerich und Rees gebildet.

## Richter
- Emil Hopmann